# 花浪漫N-30
『花浪漫N-30』（はなろまんN-30）は、2008年にタイヨーが開発・販売した完全告知型の沖スロ5号機。パネルは青と赤の2種類ある。保通協における型式名は「花浪漫N-30」。また、沖縄限定バージョンとしてパネルとスペックが異なる、型式名・『花浪漫R-30』も同時発売され、『花浪漫N-30』と同じゲーム性、スペックの『完熟チェリー』が⌀25機として発売された。

## 概要
4号機ST機として発売された沖スロ・『ハナロマン』の後継機。
リールパネルの左下の花ランプがキュキュキュイ〜ンという告知音と共に点灯すればボーナス確定（筐体上部のハイビスカスランプも通常時はぼんやりと点灯しているが、ボーナス告知後は点滅状態となる）。
また、「ゴフッ」という告知音とともにパネルが全消灯し、リールパネル左下の花ランプが点灯する先告知演出もある。
ボーナスは、ビッグボーナス・レギュラーがそれぞれ1種類で2枚掛けとなり、ビッグは349枚以上の払い出し（純増約300枚）、レギュラーは109枚以上の払い出し（純増約100枚）で終了する。
なお、ボーナスゲーム中は2枚掛けのみだが、通常時は1枚掛けや3枚掛けでのプレイも可能である。

## ボーナス確率
- 花浪漫N-30・完熟チェリー

| 設定 | BIG確率 | REG確率 | 合成確率 |
| ---- | ------- | ------- | -------- |
| 1    | 1/287.4 | 1/682.7 | 1/202.3  |
| 2    | 1/277.7 | 1/668.7 | 1/196.2  |
| 3    | 1/268.6 | 1/630.2 | 1/188.3  |
| 4    | 1/254.0 | 1/585.1 | 1/177.1  |
| 5    | 1/242.7 | 1/565.0 | 1/169.8  |
| 6    | 1/234.1 | 1/520.1 | 1/161.4  |

- 花浪漫R-30（沖縄限定バージョン）

| 設定 | BIG確率 | REG確率 | 合成確率 |
| ---- | ------- | ------- | -------- |
| 1    | 1/326.0 | 1/555.4 | 1/205.4  |
| 2    | 1/313.6 | 1/528.5 | 1/196.8  |
| 3    | 1/303.4 | 1/500.3 | 1/188.9  |
| 4    | 1/291.3 | 1/455.1 | 1/177.6  |
| 5    | 1/280.1 | 1/431.2 | 1/169.8  |
| 6    | 1/268.6 | 1/402.1 | 1/161.0  |

※各数値はメーカー発表値。